# Augusto de Württemberg
Augusto de Württemberg (Frederico Augusto Everardo), (24 de janeiro de 1813 - 12 de janeiro de 1885), foi um coronel-general da cavalaria real prussiana com a posição de Generalfeldmarschall e Kommandierender General das corporações de guardas durante mais de vinte anos. Augusto pertencia à Casa de Württemberg e era príncipe desse país desde o nascimento.

## Carreira militar
Depois de prestar dezasseis anos de serviço militar no reino de Württemberg, em 1831, Augusto foi promovido a Rittmeister no Primeiro Regimento da Cavalaria. Em abril de 1831, Augusto recebeu permissão do seu tio, o rei Guilherme I de Württemberg para prestar serviço no exército prussiano.
No exército prussiano, Augusto recebeu inicialmente o regimento Gardes du Corps e, um ano depois, foi promovido a major. Em 1836, Augusto foi mais uma vez promovido, desta vez a tenente-coronel e, em 1838, a coronel. Augusto prestou serviço como comandante durante quatro anos nos Guardas Cruzeiros. Em 1844, como major-general, Augusto assumiu a liderança da 1.ª Brigada dos Guardas de Cavalaria e logo em 1850 foi promovido a tenente-general. Com uma breve interrupção de dois anos entre 1854 e 1865, Augusto comandou a 7.ª Divisão de Magdeburg, mas permaneceu leal à cavalaria. Em Setembro de 1857, Augusto prestou serviço como general-comandante dos III Corpos, mas mudou logo a 3 de Junho de 1858 para o comando geral da Corporação de Guardas. Ficou neste posição durante vinte anos.
Durante a Guerra Austro-Prussiana de 1866, Augusto pertencia ao exército do príncipe-herdeiro Frederico Guilherme da Prússia e comandou como general da cavalaria a Corporação de Guardas nas batalhas vitoriosas de Soor e Burkersdorf. Na Batalha de Königgrätz, a 3 de julho de 1866, as suas unidades ocuparam Chlum. Contudo, uma parte significativa das vitórias do exército aconteceram graças ao chefe de gabinete de Augusto, o tenente-coronel von Dannenberg. Após a campanha, o rei Guilherme I da Prússia recompensou Augusto com a Ordem Pour le Mérite, e nomeou-o chefe dos Regimentos Posenschen Ulanen número 10 em Züllichau que passou a ter o seu nome até à sua dissolução em 1919. 
Ainda durante a Guerra Franco-Prussiana, a Corporação de Guardas participou na Batalha de Gravelotte, a 18 de agosto de 1870. O ataque nas planícies foi feito à pressa e sem o apoio de fogo de artilharia. Nem mesmo o consequente envolvimento do inimigo pelas tropas do exército real saxão não puderam então ser explorados. A Corporação de Guardas, liderada por Augusto, foi entregue ao príncipe-herdeiro Alberto da Saxónia e até participaram na Batalha de Sedan e em parte do Cerco de Paris. Mesmo nesta campanha, o chefe de gabinete Ferdinand von Dannenberg foi nomeado general.
Depois de a guerra acabar, Augusto foi recebido pelo rei prussiano e recebeu as Folhas de Carvalho da ordem Pour le Mérite, e ambas as classes da Cruz de Ferro. A 2 de setembro de 1873, foi nomeado coronel-general da cavalaria com a posição de marechal-de-campo. Augusto foi transferido para o Oberkommando der Marken para substituir o marechal-de-campo Friedrich Graf von Wrangel em junho de 1878 e permaneceu nessa posição mais quatro anos. A 24 de agosto de 1882, o príncipe pediu a reforma do exército que lhe foi concedida, bem como a Ordem da Águia Negra.

## Casamento e descendência
Augusto casou-se morganaticamente com Marie Bethge a 14 de novembro de 1868. O casal teve uma filha:
- Catharina Wilhelmine Helene Charlotte Auguste Hedwig von Wardenberg (18 de abril de 1865 - 25 de setembro de 1938), casada com Dedo von Schenck; com descendência.

## Morte e legado
Augusto morreu a 12 de janeiro de 1885, durante uma viagem de caça a Zehdenick, perto de Berlim. O seu funeral realizou-se quatro dias depois na Garnisonkirche em Berlim. O seu corpo foi depois levado para o Palácio de Ludwigsburg onde foi enterrado na capela. O forte August von Württemberg, uma das fortificações interiores da cidade de Metz, foi baptizada em sua honra.

## Genealogia
| Augusto de Württemberg | Pai: Paulo de Württemberg           | Avô paterno: Frederico I de Württemberg               | Bisavô paterno: Frederico Eugénio II, Duque de Württemberg          |
| Augusto de Württemberg | Pai: Paulo de Württemberg           | Avô paterno: Frederico I de Württemberg               | Bisavó paterna: Sofia Doroteia de Brandemburgo-Schwedt              |
| Augusto de Württemberg | Pai: Paulo de Württemberg           | Avó paterna: Augusta de Brunswick-Wolfenbüttel        | Bisavô paterno: Carlos Guilherme Fernando de Brunswick-Wolfenbüttel |
| Augusto de Württemberg | Pai: Paulo de Württemberg           | Avó paterna: Augusta de Brunswick-Wolfenbüttel        | Bisavó paterna: Augusta Carlota de Gales                            |
| Augusto de Württemberg | Mãe: Carlota de Saxe-Hildburghausen | Avô materno: Frederico de Saxe-Altemburgo             | Bisavô materno: Ernesto Frederico III, Duque de Saxe-Hildburghausen |
| Augusto de Württemberg | Mãe: Carlota de Saxe-Hildburghausen | Avô materno: Frederico de Saxe-Altemburgo             | Bisavó materna: Ernestina Augusta de Saxe-Weimar                    |
| Augusto de Württemberg | Mãe: Carlota de Saxe-Hildburghausen | Avó materna: Carlota Jorgina de Mecklemburgo-Strelitz | Bisavô materno: Carlos II de Mecklemburgo-Strelitz                  |
| Augusto de Württemberg | Mãe: Carlota de Saxe-Hildburghausen | Avó materna: Carlota Jorgina de Mecklemburgo-Strelitz | Bisavó materna: Frederica de Hesse-Darmstadt                        |